# Équipe de France de rugby-fauteuil
Ne doit pas être confondu avec Équipe de France de rugby à XIII en fauteuil roulant.
L'équipe de France de rugby-fauteuil est l'équipe qui représente la France dans les principales compétitions internationales du rugby-fauteuil.
Au 21 avril 2016, elle occupe la septième place au classement des équipes nationales de rugby-fauteuil.

## Historique
Créé à la fin des années 1970 par des basketteurs canadiens, le rugby-fauteuil s'est développé en France sous l'impulsion de la Coupe du monde de rugby à XV 2007 en France. À ses débuts, composée uniquement des joueurs de l'équipe de Toulouse, elle n'existe réellement qu'à partir de 2009 avec l'arrivée de licenciés d'autres clubs. En à peine deux ans, les résultats sont bons, grâce notamment au premier entraîneur de l'équipe de nationale, l'ancien international belge de rugby Koen Delen.
L'équipe de France se qualifie pour la première fois de son histoire aux Jeux paralympiques d'été de 2012 où elle termine dernière du tournoi.
En août 2014, la France participe pour la première fois à la 6e édition des Championnats du monde.
Le 21 avril 2016, l'équipe de France décroche son ticket pour les Jeux paralympiques de Rio 2016, en remportant sa demi-finale 51 à 48 face à la Nouvelle-Zélande dans le cadre du tournoi qualificatif paralympique 2016. Toutefois, les Bleus s'inclinent en finale face aux Américains qui remportent l'épreuve .
En 2022, l'équipe de France remporte son premier titre dans le cadre du Championnat d'Europe (en).
Deux ans plus tard, elle conserve son titre dans le Championnat d'Europe, avant de terminer cinquième des Jeux paralympiques de Paris en s'imposant 53 à 50 contre le Canada, signant son meilleur classement dans la compétition.
En avril 2025, l'équipe remporte son troisième Championnat d'Europe d'affilée en venant à bout du Danemark sur le score de 53 à 49 aux Pays-Bas.

## Palmarès et résultats
- Jeux paralympiques :
  - 2012 : huitième
  - 2016 : septième
  - 2020 : sixième
  - 2024 : cinquième

- Championnats du monde :
  - 2014 : neuvième

- Challenge mondial : 
  - 2015 : sixième

- Championnat d'Europe (en) :
  - 2011 : quatrième
  - 2013 : septième
  - 2015 : cinquième
  - 2017 : troisième 
  - 2019 : troisième 
  - 2022 : champion 
  - 2023 : champion 
  - 2025 : champion

- Coupe Metro :
  - 2016 : champion 
  - 2017 : finaliste

- Bernd Best Turnier :
  - 2017 : champion

## Personnalités historiques de l'équipe de France

### Équipe en 2024
(Mis à jour le 3 avril 2025)
La liste ci-dessous est la liste officielle des joueurs appelés à disputer les Jeux paralympiques d'été de 2024 :
| Nom               | Naissance        | Sélections (Pts marqués) | Club                      | Année de 1re sélection |
| ----------------- | ---------------- | ------------------------ | ------------------------- | ---------------------- |
| Tristan Barfety   | 21 avril 1984    | -                        | Stade toulousain          |                        |
| Adrien Chalmin    | 21 juillet 1986  | -                        | AS Montferrand            |                        |
| Jordan Ducret     | 8 novembre 1995  | -                        | Atlantique rugby fauteuil |                        |
| Jonathan Hivernat | 21 janvier 1991  | -                        | Stade toulousain          |                        |
| Rodolphe Jarlan   | 8 septembre 1988 | -                        | Stade toulousain          |                        |
| Corentin Le Guen  | 10 février 1994  | -                        | CS nuiton rugby           |                        |
| Brice Maurel      | 23 février 1988  | -                        | Montpellier handi rugby   |                        |
| Cédric Nankin     | 9 juillet 1984   | -                        | CAP SAAA                  |                        |
| Ryadh Sallem      | 6 septembre 1970 | -                        | CAP SAAA                  |                        |
| Matthieu Thiriet  | 7 juillet 1989   | -                        | Stade toulousain          |                        |
| Nicolas Valentim  | 8 janvier 1994   | -                        | AS Montferrand            |                        |
| Sébastien Verdin  | 17 août 1991     | -                        | CS nuiton rugby           |                        |

### Joueurs
- Alexandre Bento
- Adrien Chalmin
- Cyrille Chauvel
- Christophe Corompt
- Jonathan Hivernat
- Rodolphe Jarlan
- Corentin Leguen
- Sébastien Lhuisser
- Charles Martinez
- Eric Meuriss
- Cédric Nankin
- Pablo Neuman
- Nicolas Rioux
- Christophe Salegui
- Ryadh Sallem

### Entraîneurs
Koen Delen est le premier entraîneur de l'équipe de nationale de 2007 à 2010. En septembre 2007, l'ancien international belge, devenu tétraplégique à la suite d'un accident forme la première équipe de France de rugby-fauteuil. Celle-ci, après deux ans d'existence seulement arrive à rivaliser avec les équipes de milieu de tableau européen. Celui-ci passe le flambeau à Olivier Cusin en juin 2010.
En 2022, Bob Vanacker fait son arrivée à la tête de la sélection. Trois ans plus tard, le 5 mars 2025, Nicolas Coste est nommé nouveau sélectionneur de l'équipe.
|   | Période d'activité         | Nom           |
| - | -------------------------- | ------------- |
| 1 | septembre 2007 - juin 2010 | Koen Delen    |
| 2 | juin 2010 - 2022           | Olivier Cusin |
| 3 | 2022 - mars 2025           | Bob Vanacker  |
| 4 | mars 2025 - en cours       | Nicolas Coste |